# Аћиф Хаџиахметовић
Аћиф Хаџиахметовић (Нови Пазар, 1887 — Нови Пазар, 21. јануара 1945), познат и као Аћиф Бљута (алб. Aqif Blyta), међу бошњачким присталицама познат и као Аћиф-ефендија, био је албански политичар из Санџака у Краљевини Југославији током међуратног периода, када је био градоначелник Новог Пазара и заменик председника Џемијета и Другог светског рата, када је од стране немачког окупатора на територији војне управе у Србији поново постављен за градоначелника Новог Пазара, а од 1943. до 1944. био је посланик у албанском парламенту. Био је и члан Централног одбора Друге призренске лиге. Крајем рата, партизани су га стрељали због сарадње са окупатором и масовних злочина над Србима и Албанацима и Муслиманима, који су били против његове власти.

## Биографија
Аћиф Бљута Хаџиахметовић је рођен 1887. године у Новом Пазару од оца Емин-аге и мајке Јалдузе. Нови Пазар се тада још увек налазио под Турцима као средиште Новопазарског санџака, управне јединице Османског царства. Аћиф Хаџиахметовић је био етнички Албанац, а његова породица се иселила из Ђаковице у Нови Пазар. Патроним Хаџиахметовић је узео по деди Ахмету који је био хаџија, али је ипак задржао очево презиме Бљута које је посебно наглашавао и истицао током окупације од 1941. године како би се дефинисао као Албанац код немачких нацистичких власти. Поред матерњег албанског језика, говорио је још турски и српски.
Завршио је нижу гимназију у Новом Пазару након чега је радио као судски писар и секретар општине у Вучитрну. Завршио је турску војну академију у Битољу, исту ону коју је и завршио Мустафа Кемал Ататурк. Као официр са чином капетана, борио се у Балканским ратовима и добио немачки гвоздени крст II класе за храброст. Након што је српска војска ослободила Нови Пазар, побегао је у Турску 1913. године.
Аћиф Хаџиахметовић и његова супруга Махија нису имали деце, али су усвојили двоје сирочади из Ђаковице, Ћамила и Мејрему.
По повратку у Нови Пазар након рата, учлањује се у Џемијет — муслиманско-албанску исламистичку, протурску и сепаратистичку странку. Странка је била активна на географском простору Македоније, Косова, Метохије и Рашке. Као члан Џемијета од оснивања те странке 1919. године, изабран је за градоначелника Новог Пазара 1920. године. Био је изабран и за представника области Санџака у скупштини Краљевине Срба, Хрвата и Словенаца 1923. године. Лидер партије и албански националиста Ферхат-бег Драга је био његов најближи сарадник. Због свог екстремистичког и сепаратистичког програма, кршења државног и уставног поретка Краљевине СХС, због рада на разбијању Краљевине СХС и стварању Велике Албаније, странка Џемијета је забрањена 1924. године, а њен лидер Ферхат-бег Драга је ухапшен и осуђен на 20 година затвора. Такође главни разлог за забрану партије је био тај што је била подржана и финансирана из амбасаде фашистичке Италије. Странка је отворено радила на стварању Велике Албаније и уједињену Албанаца и муслимана из Рашке области. Хаџиахметовић је преживео два атентата.

### Колаборација и злочини над Србима
Хаџиахметовић је организовао церемонијалну добродошлицу и службени банкет у Новом Пазару немачким окупационим снагама 16. априла 1941. У априлу 1941. команда немачке окупационе војске га је поставила на челну функцију у Новом Пазару. Хаџиахметовић је основао управни одбор у Новом Пазару од 11 чланова од којих су били сви Албанци, и такође је успоставио муслиманску жандармерију која је била проалбанска и чији су припадници носили албанске симболе. Био је један од потписника Сарајевске резолуције 1941. Исте године, његове снаге су почеле да спроводе ратне злочине над српским цивилним становништвом, и да убијају Албанце који су се противили његовој власти. Како би несметано спроводио своју политику, окупио је многе муслимане Новог Пазара и околине, а затим и позвао у помоћ и албанску милицију под изговором да се брани од комуниста и заједно са њима је 1941. године извршио протеривања, паљевине, пљачке, покоље и масовне злочине над Србима. Истовремено са албанским официрима као што је био Шабан Полужа који је био под његовом командом, и који је такође био одговоран за крвава убиства и масакр над 150 српских цивила у Ибарском Колашину септембра 1941, организовао је одбрану области од напада четничких и партизанских снага покрета отпора. Да би народ што више застрашио, наредио је да се подигну два вешала — једна на главном тргу у Новом Пазару, а друга у срезу Штавичком у Суводолу.

### Пројекат Велике Албаније
Главни циљ албанских колаборационих снага био је стварање Велике Албаније која би укључивала и Нови Пазар у њеном саставу. Као последица тога, учињени су напори да се муслиманско становништво Новог Пазара присилно албанизује, а оно што је највише изазвало револт међу локалним муслиманима као део такве политике, била је забрана ношења феса. Хаџиахметовић је поставио Ахмета Дацу за среског начелника, а први неодложан задатак био је да срезове: Дежевски, Штавички и Cјенички који су били насељени муслиманском већином припоји краљевини Великој Албанији која је била протекторат фашистичке Италије. Уз подршку хоџе Рамиза Паљевца, Ејупа Љајића, Владимира Золатаревског и Османа Џанефендића, Хаџиахметовић је под окриљем окупатора обезбедио и помоћ албанске милиције. Када су прве албанске војне снаге продрле у Нови Пазар октобра 1941, Хаџиахметовић је држао јавни говор у којем је упозоравао јавност да су они "Албанци, а не Бошњаци" изјавивши: "Иза нас стоји три милиона Албанаца, наш Пазар је центар Албаније и ми ћемо створити Велику Албанију". Током још једног јавног говора, забележена је Хаџиахметовићева изјава да је "становништво које заузима све земље — од Рашке до најјужније тачке Албаније — албанско".
Године 1943, придружио се Другој призренској лиги као изабрани члан централног одбора. Пар месеци касније, након прикључивања Митровице у састав Велике Албаније, постао је представник региона у албанском парламенту заједно са Ферхатом Абидијем, Хусеном Хуснијем и Шабаном Мустафом.

### Учешће у холокаусту
За време Хаџиахметовићеве владавине, 1942. године, цело јеврејско становништво Новог Пазара које је бројало 221 људи је похапшено, затим послато у концентрациони логор Сајмиште и тамо убијено.

### Смрт
Након што су партизани ослободили Нови Пазар, у новембру 1944. године, Хаџиахметовић је побегао и предао се у Ђаковици. Након тога партизани га спроводе у Нови Пазар где је јавно стрељан 21. јануара 1945. године због сарадње са окупатором и због злочина над Србима и због убистава око 7.000 Срба.

## Наслеђе
Крајем 2000-их Бошњачко национално вијеће покренуло је процес историјске рехабилитације Аћифа Хаџиахметовића. Међу појединим присталицама рехабилитације нашао се политичар и муфтија Муамер Зукорлић, који га је хвалио у јавности изјавивши: "Аћиф-ефендија је наш херој", иако је он био Албанац који је јавно наглашавао своју националну припадност не презајући притом да зарад својих политичих циљева убије сваког муслимана неистомишљеника који се противио његовој власти и његовој политици присилне албанизације. Кампања је кулминирала откривањем спомен-плоче посвећене Хаџиахметовићу 3. августа 2012. у Новом Пазару. На откривању спомен-плоче присуствовали су тадашњи министар без портфеља у Влади Ивице Дачића, Сулејман Угљанин, председник Бошњачког националног вјећа Есад Џуџевић и заменик градоначелника Новог Пазара Ахмедин Шкријељ. Министарство правде и државна управе је наложило управи у Новом Пазару да уклони таблу. На фудбалској утакмици између Новог Пазара и Црвене звезде у октобру 2009. године, навијачи Новог Пазара истакли су транспарент на коме је писало "Стадион Аћиф Ефендија".
Противници рехабилитације Хаџиахметовића наглашавају да се борио за пројекат стварања Велике Албаније, да му је циљ био да албанизује муслимане у Санџаку, да је сарађивао са окупатором током целог периода рата, да је слао комунисте у концентрационе логоре, као и да је радио на елиминацији Срба, Јевреја и Рома стварајући тако етнички чисту Велику Албанију. Због своје колаборације одликован је Гвозденим крстом од стране Нацистичке Немачке. Званично у Србији Хаџиахметовић има статус ратног злочинца.